# Drew Weissman

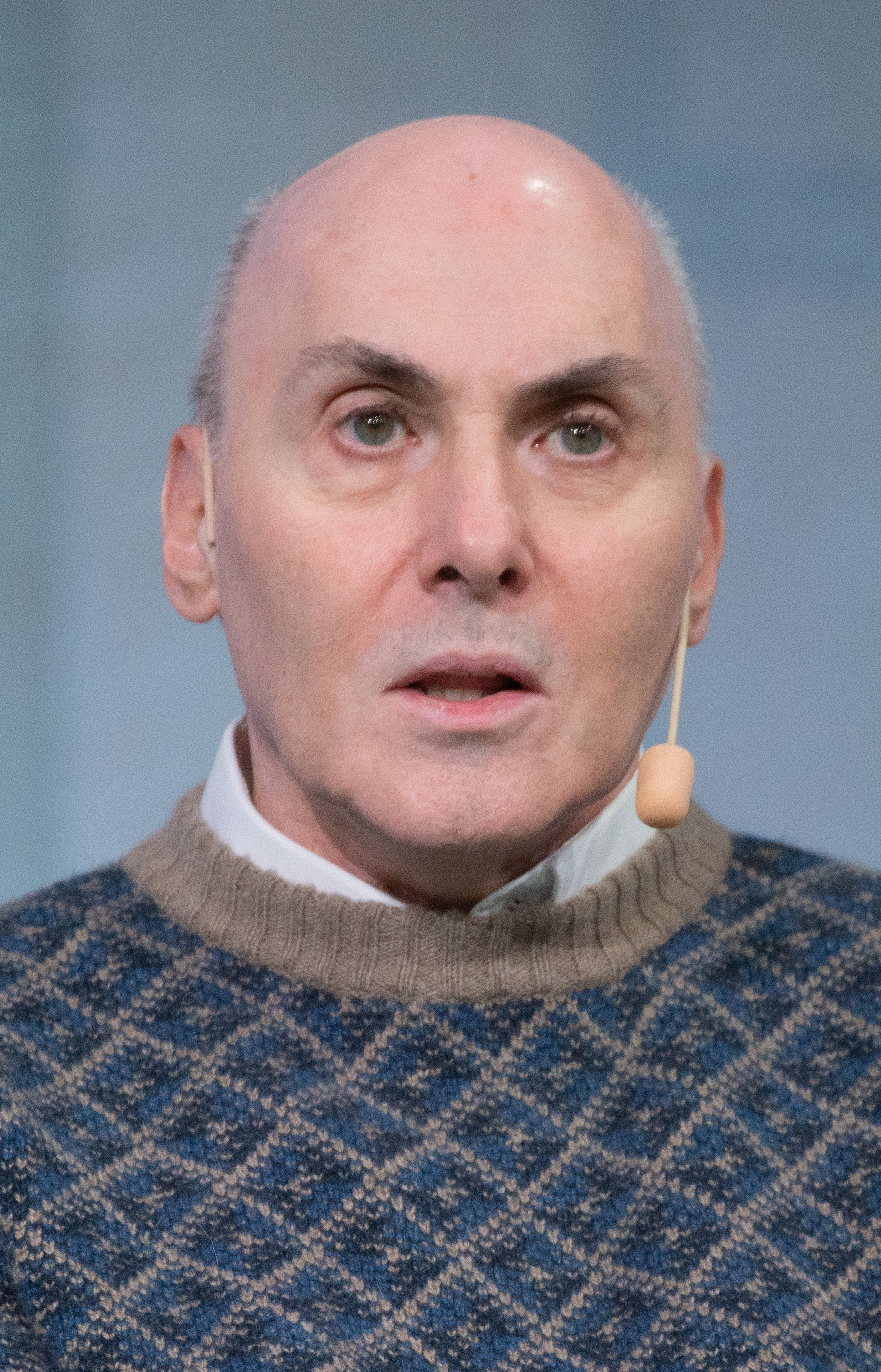
Drew Weissman, 2024

Drew Weissman (geboren 7. September 1959 in Lexington, Massachusetts) ist ein US-amerikanischer Immunologe an der University of Pennsylvania. Seine gemeinsam mit Katalin Karikó durchgeführten Arbeiten – insbesondere zur Nukleosid-modifizierten mRNA – gelten als grundlegend für die Entwicklung von RNA-Impfstoffen. 2023 erhielten beide den Nobelpreis für Physiologie oder Medizin.

## Leben und Wirken
Weissman erwarb 1981 bei Gerald Fasman an der Brandeis University einen kombinierten Bachelor und Master in Biochemie und Enzymologie. 1987 erwarb er an der Boston University einen kombinierten Ph.D. und M.D. in Immunologie und Mikrobiologie. Seine Facharztausbildung absolvierte er am Beth Israel Hospital in Boston. Ab 1990 arbeitete Weissman an den National Institutes of Health, ab 1993 als Arbeitsgruppenleiter (Senior Staff Fellow) bei Anthony Fauci am National Institute of Allergy and Infectious Diseases.
Seit 1997 ist Weissman an der University of Pennsylvania in Philadelphia. Hier ist er heute (Stand 2024) Professor für Innere Medizin an der Perelman School of Medicine. Seine Forschungsgruppe befasst sich unter anderem mit der Bedeutung von RNA für Impfstoffentwicklung und Gentherapie und mit der Antigenität von HIV. Laut Datenbank Scopus hat Weissman einen h-Index von 72 (Stand November 2024).

## Forschungsschwerpunkte
Nach seinem Wechsel an die Universität in Philadelphia forschte Weissman zu RNA und zur Biologie des angeborenen Immunsystems. Dort lernte er 1998 auch Katalin Karikó kennen, die ebenfalls großes Interesse an der Anwendung von RNA hat und mit der er in der Folge jahrelang zusammenarbeitete. Das Haupthindernis, das sich in den Therapieversuchen zeigte, bestand darin, dass die RNA unerwünschte Immun- und Entzündungsreaktionen als Nebenwirkungen hervorrief. Nach jahrelanger Forschung gelang es schließlich, durch die Verwendung synthetischer Nukleoside die RNA so zu modifizieren, dass ihr Abbau durch den Körper verlangsamt wurde und die unerwünschten Immunreaktionen verringert wurden. Dieser Durchbruch, der 2005 in einer Studie publiziert wurde, legte den Grundstein für den Einsatz von RNA-Therapeutika und wurde später von BioNTech/Pfizer und Moderna für die Entwicklung ihrer COVID-19-Impfstoffe lizenziert. Das Verfahren wurde patentiert, aber der Versuch, Pharma- oder Biotechfirmen dafür zu interessieren, war vergeblich. Gemeinsam mit Karikó gründete Weissman daher das Start-up-Unternehmen RNARx. Eine konkrete Medikamentenentwicklung scheiterte jedoch und das von den beiden erlangte Patent auf die Technologie wurde von der Universität, die die Rechte daran hatte, verkauft.
Weissman arbeitet auch mit Wissenschaftlern der Chulalongkorn University in Thailand zusammen, um COVID-19-Impfstoffe für das Land und benachbarte einkommensschwache Länder zu entwickeln und bereitzustellen. Ergebnisse einer Phase-II-Studie wurden im Januar 2024 veröffentlicht.
2023 erhielt er gemeinsam mit Katalin Karikó den Nobelpreis für Physiologie oder Medizin. Geehrt wurden sie für ihre Entdeckungen zu Nukleosidbasenmodifikationen, die die Entwicklung wirksamer mRNA-Impfstoffe gegen COVID-19 ermöglichten.

## Auszeichnungen
- 2020: Rosenstiel Award
- 2021: Prinzessin-von-Asturien-Preis in der Kategorie „Wissenschaftliche Forschung“[10]
- 2021: Louisa-Gross-Horwitz-Preis[11]
- 2021: Albany Medical Center Prize
- 2021: Lasker~DeBakey Clinical Medical Research Award
- 2021: William B. Coley Award
- 2021: The New York Academy of Medicine Annual Award[12]
- 2021: Prince Mahidol Award
- 2021: Time Heroes of the Year (neben Katalin Karikó, Kizzmekia Corbett und Barney Graham)[13]
- 2021: BIAL Award für Biomedizin mit Co-Autoren[14]
- 2021: BBVA Foundation Frontiers of Knowledge Award in Biomedizin[15]
- 2021: Harvey-Preis[16][17]
- 2022: Dr. Paul Janssen Award for Biomedical Research
- 2022: Breakthrough Prize in Life Sciences
- 2022: Aufnahme in die National Inventors Hall of Fame[18]
- 2022: Benjamin Franklin Medal
- 2022: VinFuture Gran Prize[19]
- 2022: Jessie Stevenson Kovalenko Medal
- 2022: Japan-Preis[20]
- 2022: Genome Valley Excellence Award[21]
- 2022: IVI – SK bioscience Park MahnHoon Award[22]
- 2022: Canada Gairdner International Award
- 2022: Novo Nordisk Prize[23]
- 2022: Mitglied der American Academy of Arts and Sciences
- 2022: Ross Prize des Feinstein Institute[24]
- 2022: Robert-Koch-Preis
- 2022: Warren Alpert Foundation Prize
- 2022: Tang Prize für biopharmazeutische Forschung
- 2022: Mitglied der National Academy of Medicine
- 2022: Mohammed bin Rashid Al Maktoum Knowledge Award[25]
- 2023: Aufnahme in die National Inventors Hall of Fame
- 2023: Ehrendoktorwürde der Brandeis University[26]
- 2023: Nobelpreis für Physiologie oder Medizin
- 2024: Aufnahme in die Liste Time 100 Health[27]
- 2024: Global Health Award des Generaldirektors der WHO.[28]
- 2024: Mitglied der American Philosophical Society
- 2024: Ehrendoktorwürde der Università Vita-Salute San Raffaele[29]
- 2024: Ehrendoktorwürde der Universität Szeged[30]
- 2025: Internationales Ehrenmitglied der Academia de Medicina de México[31]